# Del Cerro (San Diego)

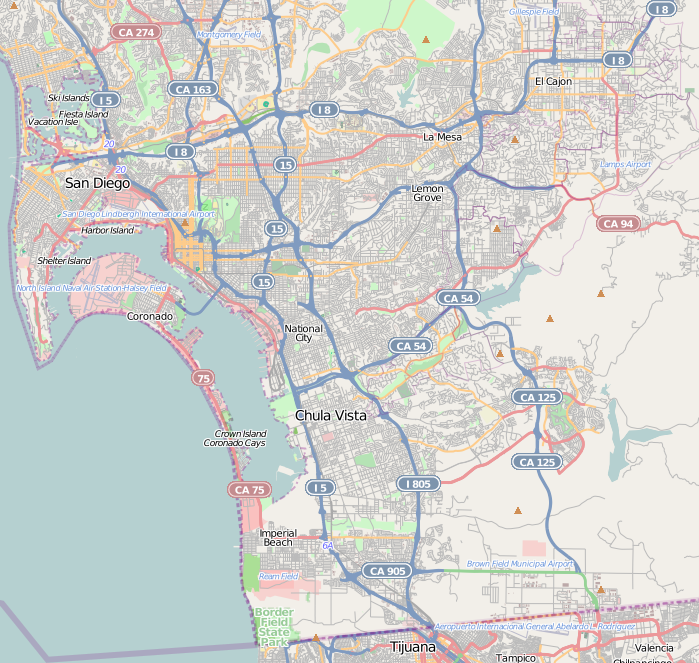
mapa metropolitano de san Diego marcado con la ubicación Del Cerro.

Del Cerro es un barrio de clase alta con una pequeña selección de casas lujosas en la parte oriental de San Diego, California, Estados Unidos y de la Comunidad Navajo. El área también cuenta con algunas sub-comunidades como Del Cerro Highlands, Princess Del Cerro y Olde Del Cerro . El barrio limita con las comunidades de San Carlos, Allied Gardens, College Area, Grantville Lake Murray y la ciudad de La Mesa. En los últimos años la comunidad ha decidido oponerse a la expansión de la Universidad Estatal de San Diego, en la cual está decidida a construir casas accesibles para los profesores de la universidad y estudiantes universitarios, en los terrenos de la universidad.

## De compras
Del Cerro Blvd. tiene la única zona comercial de la comunidad incluyendo a Windmill Farms, una estación de Chevron, dos licoreras, un restaurante mexicano llamado Mi Guadalajara, una cafetería, un spa y una tienda esquinera. Windmill Farms proporciona a la comunidad con las compras y comida orgánicas que compite con la tienda Albertsons en Allied Gardens y Keil's en San Carlos.

## Historia
Del Cerro empezó como un proyecto de casas accesibles para personas de segundos recursos para desarrollar la parte occidental de San Diego, asegurando principalmente el camino de transporte de San Diego para esa zona. Del Cerro se desarrolló con las comunidades de sus alrededores en un centro diverso y cultural. Durante los años 1960 y los 70 muchos judíos que vivían en San Diego decidieron migrar hacia el área de Del Cerro. Esta decisión fue basada en la creencia del racismo y el deseo de proteger sus derechos culturales y civiles de los abusos percibidos por los residentes de San Diego.
Actualmente, la comunidad judía generalmente migra a las partes costera del norte de San Diego, y algunos judíos decidieron quedarse en el área. POr eso la comunidad ha estado perdiendo el estereotipo de 'Hannukah Hill.' Muchos residentes de Del Cerro disfrutan de la exuberante vista desde las colinas que se extienden hasta la isla de California
.

## Periódico local
- Mission Times Courier es el periódico de la comunidad, que es entregado y cubre todas las noticias de Del Cerro http://www.MissionTimesCourier.com Archivado el 12 de septiembre de 2008 en Wayback Machine.

## Escuelas públicas
- Phoebe Una Escuela Elemental Hearst localizada en Old Del Cerro en Del Cerro Blvd.
- Patrick Henry High School localizada en la Avenida Wandermere

## Eventos de la comunidad
Fiesta Anual de la Cuadra
- Anualmente se celebra en Lower Del Cerro en la Calle Glenmont y la Avenida Marne, una fiesta donde varias bandas tocan en vivo, y muchas personas celebran con comida y entretenimiento para los niños.

Fourth Of July
- La piscina privada de Del Cerro Park Pool abre sus puertas para una fiesta del Cuatro de julio con comida y juegos.
- Una celebración de fuegos artificiales se celebra en el barrio vecino de Lake Murray, y puede ser visto por los residentes de Del Cerro Highland. La celebración de los fuegos artificiales es parcialmente con fondos de Windmill Farms en Del Cerro, y van muchas personas que viven en las comunidades cercanas.

## Trívia
El golfista profesional Phil Mickelson nació y se crio aquí .